# 杰克·梅特卡夫
杰克·梅特卡夫（英語：Jack Metcalfe，1912年2月3日—1994年1月16日），澳大利亚男子田径运动员。他曾代表澳大利亚参加1936年夏季奥林匹克运动会田径比赛，获得男子三级跳远铜牌。